# Euptera crowleyi
Euptera crowleyi, o euptera di Crowley, è una farfalla della famiglia Nymphalidae. Si trova in Costa d'Avorio, Ghana, Togo, Nigeria, Camerun, Repubblica del Congo, Repubblica Centrafricana e Repubblica Democratica del Congo.  L'habitat è costituito da foreste più secche e foreste umide. Le larve si nutrono di Pachystela brevipes e Englerophytum oubanguiense.

## Sottospecie
•Euptera crowleyi crowleyi (Costa d'Avorio, Ghana, Togo, Nigeria, Camerun occidentale).
•Euptera crowleyi centralis Libert, 1995 (Camerun, Congo, Repubblica Centrafricana, Congo, Repubblica Democratica del Congo: da nord a Mayumbe, Equateur, Uele e Tshopo).

## Altri proggetti
- Wikispecies contiene informazioni su Euptera crowleyi